# ويليام أ. نيويل
ويليام أ. نيويل هو سياسي أمريكي، ولد في 5 سبتمبر 1817 في فرانكلين في الولايات المتحدة، وتوفي في 8 أغسطس 1901 في ألينتاون في الولايات المتحدة. نشط حزبياً في الحزب الجمهوري وحزب اليمين. وقد انتخب Governor of the Territory of Washington ‏ (1 نوفمبر 1880 – 2 يوليو 1884) وانتخب حاكم نيو جيرسي ‏ (20 يناير 1857 – 17 يناير 1860) وانتخب عضو مجلس النواب الأمريكي ‏.